# Cleptometopus subolivaceus
Cleptometopus subolivaceus là một loài bọ cánh cứng trong họ Cerambycidae.